# 阿都赤 (中书左丞)
阿都赤（?—?），元朝大臣，元成宗时中书右丞。
阿都赤出自蒙古兀羅帶氏，曾祖父孛罕，備成吉思汗宿衛。祖父忽都出征金朝有功。其父札忽帶，為千戶，参与攻打南宋四川，在瀘州阵亡。阿都赤承嗣札忽帶。大德十一年（1307年）正月，阿都赤被任命为中书左丞。正月初八，元成宗驾崩。出现皇位继承危机。五月，成宗的侄子海山即位，为元武宗。七月，阿都赤罢职。